# Raúl Albiol
Raúl Albiol Tortajada (* 4. September 1985 in Valencia) ist ein spanischer Fußballspieler. Der Innenverteidiger steht nach vorherigen Engagements beim FC Valencia, Real Madrid, FC Getafe und SSC Neapel seit 2019 beim FC Villarreal unter Vertrag.

## Karriere

### Verein
Raúl Albiol begann bei der Jugend des FC Valencia. In der Saison 2004/05 wurde Albiol zum Aufsteiger FC Getafe verliehen. Dort kam er in 17 Spielen zum Einsatz und erzielte am 13. März 2005 ein Tor gegen Real Madrid.
Anschließend ging er wieder zurück zu Valencia, wo er am 27. August 2005 sein Ligadebüt für den Verein gab. Sein erstes Ligator als Valencia-Spieler erfolgte am 18. Dezember 2005 gegen Deportivo Alavés. Seit der Saison 2005/06 war Albiol Stammspieler beim FC Valencia. Im Jahr 2008 gewann er mit Valencia den spanischen Pokal.
Im Sommer 2009 wechselte Albiol zu Real Madrid. In der Saison 2009/10 gehörte ihm mit 33 Ligaeinsätzen ein Stammplatz in der Innenverteidigung der Königlichen. Mit der Verpflichtung von Ricardo Carvalho verlor Albiol in der Saison 2010/11 diesen Stammplatz, kam aber zu weiteren 20 Ligaspielen. In der Spielzeit 2011/12 war er mit 10 Einsätzen beim Gewinn der spanischen Meisterschaft nur ein Ergänzungsspieler.
Zur Saison 2013/14 wechselte Albiol für elf Millionen Euro zum SSC Neapel in die Serie A. Er unterschrieb einen Vierjahresvertrag bis zum 30. Juni 2017, welchen er im September 2016 bis 2020 verlängerte, wurde jedoch 2019 zu Villarreal transferiert. Er gewann bei den Spaniern die UEFA Europa League 2020/21 mit 11:10 i. E. gegen Manchester United.

### Nationalmannschaft
Am 13. Oktober 2007 kam Albiol beim 3:1-Auswärtssieg über Dänemark zum ersten Mal in der spanischen Fußballnationalmannschaft zum Einsatz und spielte durch. Im Jahre 2008 gewann er mit Spanien den Titel bei der Fußball-Europameisterschaft. Auch als Spanien zwei bzw. vier Jahre später die WM 2010 und EM 2012 gewann, gehörte Albiol zum Kader, blieb jedoch beide Male im Turnierverlauf ohne Einsatz.

## Familie
Sein Bruder Miguel ist ebenfalls ehemaliger Fußballspieler und stand zuletzt bei Real Murcia unter Vertrag, 2015 beendete er seine Karriere.
Albiol ist verheiratet, hat zwei Töchter und einen Sohn.

## Erfolge

### Verein
- UEFA-Pokal/Europa-League-Sieger: 2003/04, 2020/21
- Spanischer Meister: 2003/04, 2011/12
- Spanischer Pokalsieger: 2007/08, 2010/11
- Spanischer Supercupsieger: 2012
- Italienischer Pokalsieger: 2013/14
- Italienischer Supercupsieger: 2014

### Nationalmannschaft
- U-19 Europameister: 2004
- Europameister: 2008, 2012
- Weltmeister: 2010
- Konföderationen-Pokal: 3. Platz 2009, Finalist 2013